# L'immoralità
Pour plus de détails, voir Fiche technique et Distribution.
L'immoralità' est un giallo italien réalisé par Massimo Pirri et sorti en 1978.

## Synopsis
Simona a douze ans. Après avoir été témoin d'actes innommables perpétrés par sa famille, la jeune fille devenue cruelle et démoniaque commet des crimes horribles.

## Fiche technique
- Titre original italien : L'immoralità[1]
- Réalisation : Massimo Pirri
- Scénario : Massimo Pirri, Morando Morandini jr., Federico Tofi
- Photographie : Riccardo Pallottini (it)
- Montage : Cleofe Conversi
- Musique : Ennio Morricone
- Décors et costumes : Sergio Palmieri
- Maquillage : Stefano Trani
- Production : Benedetto Conversi
- Société de production : Ducale Film, Una Cinecooperativa
- Pays de production :  Italie
- Langue originale : italien
- Format : Couleurs par Telecolor - 1,66:1 - Son mono - 35 mm
- Genre : Giallo
- Durée : 105 minutes
- Date de sortie : 
  - Italie : 20 novembre 1978

## Distribution
- Lisa Gastoni : Vera
- Howard Ross : Federico Anselmi
- Karin Trentephol : Simona
- Andrea Franchetti : le commissaire
- Mel Ferrer : le mari de Vera
- Wolfango Soldati : Antonio
- Franco Ferri
- Deborah Lupo
- Ida Meda
- Angela Luce

## Production
Au moment de sa sortie, le film a reçu un accueil négatif de la part des critiques. Morando Morandini, oncle du scénariste Morando Morandini Jr, souligne son mépris de la logique narrative et de la vraisemblance, décrivant Massimo Pirri comme un réalisateur « qui ne met pas en scène pas de films, mais les commet ». Le quotidien La Stampa estime quant à lui que le film suinte la banalité.
Le film est resté longtemps incompris, notamment parce qu'il n'a pas été diffusé sur les principaux circuits de télévision nationaux, jusqu'à ce qu'il soit réévalué au XXIe siècle.